# Khampagar-Kloster
Das Khampagar-Kloster bzw. Phüntshog Chökhor Ling ist ein Kloster der Drugpa-Kagyü – einer der sogenannten „acht kleinen Schulen“ der Kagyü-Schultradition – des tibetischen Buddhismus in der Region Lhathog, einem der fünf früheren unabhängigen Königreiche Khams. Es befindet sich im heutigen Stadtbezirk Karub. Das Kloster ist der Sitz der Inkarnationslinie der Khamtrül Rinpoches. Das Kloster wurde von dem 3.  Khamtrül Rinpoche Ngawang Künga Tendzin (1680–1728) unter dem Patronat des lokalen Herrschers Og Lhathog gegründet.